# ديف غانز
ديف غانز هو لاعب هوكي جليد كندي، ولد في 6 يونيو 1964 في برانتفورد في كندا.

## وصلات خارجية
- ديف غانز على موقع دوري الهوكي الوطني (الإنجليزية)
- ديف غانز على موقع EliteProspects.com (الإنجليزية)
- ديف غانز على موقع HockeyDB.com (الإنجليزية)
- ديف غانز على موقع Hockey-Reference.com (الإنجليزية)